# Travian

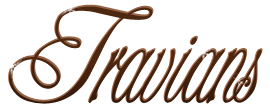
Logo della versione inglese

Travian, in seguito chiamato anche Travian: Legends, è un videogioco per browser di tipo Massively multiplayer online game strategico, prevalentemente gratuito, ispirato al gioco da tavolo Coloni di Catan.
Il gioco, di origine tedesca e pubblicato dalla Travian Games GmbH, è stato pubblicato nel 2004 (in Italia il 26 ottobre 2005) e ha server di gioco in decine di nazioni e supporta decine di lingue. Esistono anche alcuni server internazionali.
Tale gioco di strategia militare è ambientato in un mondo immaginario popolato da tribù di romani, galli e teutoni. Ogni giocatore può scegliere liberamente uno di questi popoli; la scelta condiziona pesantemente la strategia all'interno del gioco perché ogni civiltà ha caratteristiche diverse. Nel corso del gioco non è possibile cambiare la tribù scelta.
Nel 2016 circa la Travian Games ha lanciato un altro gioco molto simile, Travian Kingdoms, con supporto anche per applicazioni Android e iOS. In quel periodo il gioco classico è stato rinominato Travian: Legends per distinguerlo.

## Modalità di gioco
All'inizio del gioco a ogni giocatore viene assegnato un villaggio da gestire. Sarà cura del nuovo re far prosperare il proprio regno utilizzando tutte le caratteristiche che il gioco offre.
In ogni villaggio è necessario produrre una quantità via via più elevata di risorse (legno, ferro, argilla e grano), necessarie per lo sviluppo delle singole strutture, per la creazione delle armate e per il mantenimento di entrambe. Ogni aumento di livello dei campi di estrazione delle singole risorse comporta un ritmo di produzione più veloce delle medesime.

### Civiltà
Le civiltà a disposizione sono:
- i Romani, la tribù più equilibrata e culturalmente avanzata di Travian. Questa civiltà dispone fin dall'inizio di numerose costruzioni e ha la possibilità di costruire un campo e un edificio contemporaneamente. Le truppe di cui dispone sono equilibrate sia in attacco che in difesa. Per ottenere validi combattenti è necessario disporre di molte risorse e, soprattutto, di numerosi avanzamenti tecnologici
- i Galli sono formati da tribù per lo più pacifiche e di tendenza difensiva. I loro combattenti sono molto veloci (e abili nei raid), ma soprattutto sono degli ottimi difensori. Questa civiltà, pur essendo meno avanzata di quella romana, ha la possibilità di espandersi in ogni direzione di gioco, e le trappole che i galli possono piazzare a difesa dei propri villaggi li rendono meno soggetti a razzie nemiche.
- i Teutoni sono la civiltà più aggressiva di Travian. È formata da tribù che apprezzano la guerra e il saccheggio, anche se non brillano per organizzazione. Questa lacuna comporta una debole capacità difensiva. Sono adatti a giocatori di indole aggressiva e amanti dei raid.

Alcuni server speciali, chiamati Fire and Sand, aggiungono due civiltà aggiuntive: gli Egizi e gli Unni.

### Edifici
All'interno di una città virtuale il giocatore può costruire edifici di vario tipo; ognuno di essi occuperà uno spazio della città ed alcuni tipi possono essere costruiti esclusivamente in punti particolari (la caserma e le mura). Gli edifici già esistenti possono essere ingranditi aumentandone il livello, fino ad un massimo che dipende dal tipo di edificio. La costruzione di certi edifici richiede prima la presenza di certi altri.
In ogni villaggio c'è un numero massimo di zone su cui poter costruire ed è per questo che è importante scegliere bene che costruzioni privilegiare rispetto ad altre.
Per ovviare a questo problema al livello 10 del palazzo pubblico è possibile demolire gli edifici, livello dopo livello.
I punti cultura sono assegnati al villaggio con la costruzione di nuovi edifici. L'ammontare dei punti assegnati dipende generalmente dal costo dell'edificio. Una volta totalizzati 2000 punti, è possibile fondare o conquistare un altro villaggio, tramite le speciali unità reclutabili nel castello o nella reggia.

### Truppe
Le truppe romane sono costose da sviluppare e da costruire; ancorché complessivamente equilibrate, non sono particolarmente adatte alla difesa dagli attacchi con cavalleria. I galli sono la popolazione meno adatta all'attacco nel gioco, le truppe dei galli sono molto veloci e addestrate per un'eccellente difesa, anche se la potenza d'attacco è modesta. I teutoni sono la tribù più adatta all'attacco, il costo di costruzione delle truppe è molto basso ed hanno una velocità media, tuttavia sono poco abili in difesa.